# Them Bones
"Them Bones" är en låt av det amerikanska grunge bandet Alice in Chains. Den var först släppt som en singel 8 september 1992. Låten släpptes senare som den första låten på deras album Dirt släppt 29 september 1992. "Them Bones" skrevs av gitarristen Jerry Cantrell.
Låten har även varit med som en spelbar låt i TV-spelet Guitar Hero II.